# 현내로
현내로(Hyeonnae-ro)는 전북특별자치도 무주군 무풍면 현내삼거리에서 무주군 무풍면 금평삼거리까지 연결하는 도로이다.

## 주요 경유지
전북특별자치도
- 무주군 무풍면

## 노선
| 이름       | 접속 노선                  | 소재지 | 소재지 | 비고                  |
| ---------- | -------------------------- | ------ | ------ | --------------------- |
| 현내삼거리 | 국도 제30호선 (라제통문로) | 무주군 | 무풍면 |                       |
| 무풍교     |                            | 무주군 | 무풍면 |                       |
| 원평삼거리 | 덕유산로                   | 무주군 | 무풍면 | 지방도 제1084호선구간 |
| 무풍삼거리 |                            | 무주군 | 무풍면 | 지방도 제1084호선구간 |
| 현내삼거리 | 탄방로                     | 무주군 | 무풍면 | 지방도 제1084호선구간 |
| 금평삼거리 | 국도 제30호선 (라제통문로) | 무주군 | 무풍면 |                       |

## 주요 시설및 건물
- 무풍면사무소 (현내로 171/현내리 574)
- 무용전담의용소방대 (현내로 171/현내리 574)
- GS칼텍스 무풍주유소 (현내로 178/현내리 600-2)
- 농협 구천동농협 하나로마트 무풍점 (현내로 183/현내리 591-1)
- 무풍파출소 (현내로 203/현내리 659-1)
- 무주군 무풍보건지소 (현내로 234/현내리 313-11)
- SK에너지 대덕산주유소 (현내로 428/지성리 230)